# Godlike Snake
Godlike Snake è il 1º album pubblicato dalla metal-band italiana Ufomammut.

## Il disco
Il gruppo compare nel panorama musicale italiano dopo Satan Lp, un disco demo registrato poco tempo prima nel 1999. Con Godlike Snake, gli Ufomammut si distinguono grazie all'incredibile potenzialità sonora che determina il loro sound: low-tones e sintetizzatori sono quanto mai utilizzati all'estremo, ricreando all'ascolto un vero e proprio approccio "visual". Il cd suona molto spesso come il risultato dell'influenza di band come Neurosis, Electric Wizard e Sleep, gruppo, quest'ultimo, a cui si possono maggiormente riscontrare i meriti di avere influenzato enormemente il panorama doom metal, anche se impropriamente da considerarsi in quelli che sono i residui lasciati nella macchina sonora Ufomammut. I vari brani di Godlike Snake (fra le altre cose, registrato in un'enorme stanza nella quale con molta difficoltà si riuscirono a filtrare i fastidiosissimi echoes) sono legati concettualmente tra loro, e lasciano all'ascolto la definitiva certezza visual, rendendo l'opera prima della band un vero e proprio pachiderma spaziale di grande estro e genialità.

## Tracce
1. U.F.O. Pt. 1 – 4:42
2. Satan – 3:26
3. Oscillator – 2:57
4. Snake – 3:53
5. Zerosette – 3:14
6. Smoke – 9:14
7. Nowhere – 2:43
8. Superjunkhead – 5:52
9. Hozomeen – 20:55
10. Mammut – 5:52
11. Where? – (traccia bonus video)